# Carles Boix i Serra
Carles Boix i Serra (né le 29 juin 1962 à Barcelone) est un politologue catalan et américain, spécialiste de politique comparée, actuellement enseignant à l'université de Princeton. Il est un éminent chercheur en théorie démocratique empirique et en économie politique comparée.

## Biographie
Boix fréquente l'Université de Barcelone dans sa ville natale et obtient sa maîtrise et son doctorat à l'Université Harvard. Il enseigne à l'Université d'État de l'Ohio et à l'Université de Chicago avant de rejoindre la faculté du Département de politique de l'Université de Princeton, où il est professeur Robert Garrett de politique et d'affaires publiques à la Princeton School of Public and International Affairs.
Boix publie Political Parties, Growth and Equality (Cambridge University Press, 1998), Democracy and Redistribution (Cambridge University Press, 2003), Political Order and Inequality (Cambridge University Press, 2015) et Democratic Capitalism at the Crossroads (Princeton University Press, 2019). Il a co-édité l' Oxford Handbook of Comparative Politics (Oxford University Press, 2007) et publie dans des revues de premier plan telles que American Political Science Review, American Journal of Political Science, British Journal of Political Science, Journal of Law, Economics and Organization, Journal of Politics, International Organization et World Politics.
Boix reçoit une bourse Guggenheim en 2004, alors qu'il est à Chicago,. En 2010, il est nommé membre de l'Académie américaine des arts et des sciences,.

## Travaux majeurs
- Democratic Capitalism at the Crossroads. Technological Change and the Future of Politics. Princeton: Princeton University Press, 2019.
- Political Order and Inequality. New York: Cambridge University Press, 2015.
- Democracy and Redistribution. New York: Cambridge University Press, 2003.
- Political Parties, Growth, and Equality. Conservative and Social Democratic Strategies in the World Economy.New York: Cambridge University Press, 1998.